# Siphonoecetes (Centraloecetes) kroyeranus
Siphonoecetes kroyeranus is een vlokreeftensoort uit de familie van de Ischyroceridae. De wetenschappelijke naam van de soort is voor het eerst geldig gepubliceerd in 1856 door Bate.